# Почаєвка
Поча́євка (рос. Почаевка) — присілок у складі Тяжинського округу Кемеровської області, Росія.

## Населення
Населення — 104 особи (2010; 153 у 2002).
Національний склад (станом на 2002 рік):
- росіяни — 96 %